# Quinto Julio Cordo
Quinto Julio Cordo (en latín, Quintus Julius Cordus) fue un senador romano del siglo I, cuya cursus honorum se desarrolló bajo los imperios de Nerón, Galba, Otón y Vespasiano.

## Carrera política
Natural de Ebora, en la provincia Lusitania, su primer cargo fue el de procónsul de la provincia senatorial Chipre, donde en 65, bajo Nerón, supervisó las obras de restauración del teatro de Kourion, dañado por un terremoto, por lo que debió de ser pretor entre 60 y 63. Más tarde, durante el año de los Cuatro Emperadores, en 69, era gobernador de la provincia Aquitania, donde se había declarado favorable a Otón, pero sus habitantes cambiaron su lealtad en favor de Vitelio.
Derrotado y muerto Otón por Vitelio, Julio Cordo consiguió sobrevivir a este último y proclamarse partidario de Vespasiano, quien, terminada la guerra civil, le premio con el cargo de consul suffectus entre noviembre y diciembre de 71.